# Cangur rata mesquer
El cangur rata mesquer (Hypsiprymnodon moschatus) és un marsupial de la mida d'una rata que viu a les selves pluvials de Nova Guinea i el nord-est d'Austràlia. Tot i que alguns científics classifiquen aquesta espècie dins una subfamília (Hypsiprymnodontinae) de la família dels potoròids, la classificació més recent la situen dins de la família dels hipsiprimnodòntids, juntament amb cangurs rata prehistòrics. És el macropodiforme més petit dels que són quadrúpedes i únicament diürns. El cangur rata mesquer fa aproximadament 30 cm de llargada i té una cua calba. S'alimenta de fruita que ha caigut i de petits invertebrats.
Es mou estenent les potes anteriors i tirant les potes posteriors cap endavant alhora. Les mares donen a llum dues o tres cries, que romanen al marsupi durant unes 21 setmanes.

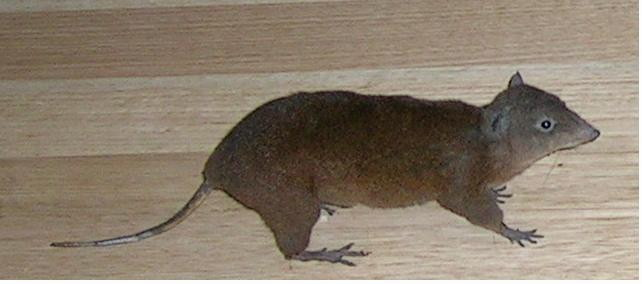
Cangur rata mesquer